# Баумстаун (Пенсільванія)
Баумстаун (англ. Baumstown) — переписна місцевість (CDP) в США, в окрузі Беркс штату Пенсільванія. Населення — 346 осіб (2020).

## Географія
Баумстаун розташований за координатами 40°16′39″ пн. ш. 75°48′43″ зх. д. / 40.27750° пн. ш. 75.81194° зх. д. (40.277404, -75.811896).  За даними Бюро перепису населення США в 2010 році переписна місцевість мала площу 2,59 км², з яких 2,59 км² — суходіл та 0,01 км² — водойми.

## Демографія
Згідно з переписом 2010 року, у переписній місцевості мешкали 422 особи в 164 домогосподарствах у складі 115 родин. Густота населення становила 163 особи/км².  Було 190 помешкань (73/км²).
Расовий склад населення:
| - 95,0 % — білих - 3,6 % — чорних або афроамериканців - 0,7 % — азіатів |

До двох чи більше рас належало 0,2 %. Частка іспаномовних становила 1,4 % від усіх жителів.
За віковим діапазоном населення розподілялося таким чином: 22,0 % — особи молодші 18 років, 64,0 % — особи у віці 18—64 років, 14,0 % — особи у віці 65 років та старші. Медіана віку мешканця становила 42,1 року. На 100 осіб жіночої статі у переписній місцевості припадало 107,9 чоловіків;  на 100 жінок у віці від 18 років та старших — 112,3 чоловіків також старших 18 років.
Цивільне працевлаштоване населення становило 236 осіб. Основні галузі зайнятості: освіта, охорона здоров'я та соціальна допомога — 35,6 %, будівництво — 26,7 %, виробництво — 15,7 %, мистецтво, розваги та відпочинок — 9,3 %.